# Мозель (Кочев'є)
Мозель (словен. Mozelj) — поселення в общині Кочев'є, регіон Південно-Східна Словенія, Словенія. Висота над рівнем моря: 499,3 м.